# 프롤레타리아 문학

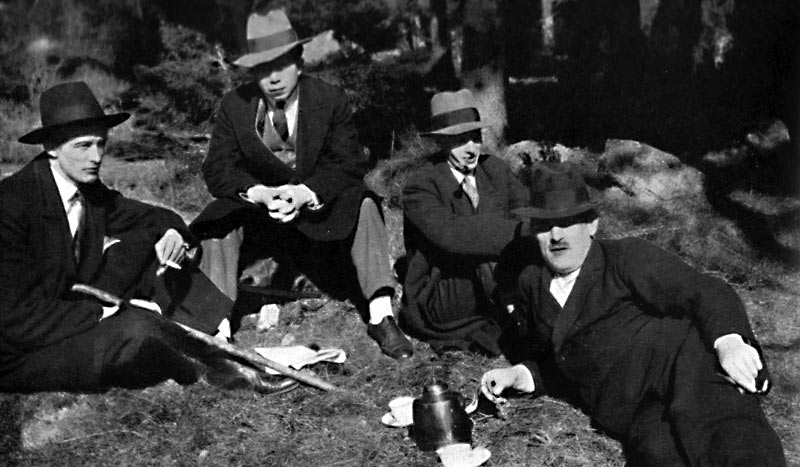

프롤레타리아 문학은 20세기 문학의 일익으로서의 사회주의적 문학이다.

## 일본
1921년 동인 조직에 의한 잡지 '다네마쿠히토(씨뿌리는 사람)'의 운동이 시작되어 1937년 중일전쟁이 일어날 때까지의 전위적인 혁명운동과 조직적인 관련을 가졌던 문학을 말한다.
1925년 통일조직으로서 '일본 프롤레타리아 문예연맹(文藝連盟)'이 조직되었으나 이후 의견의 대립으로 인하여 분열을 거듭하다가 1928년에 '전 일본 무산자 예술연맹'이 결성되고 다시 이를 토대로 1931년에 '일본 프롤레타리아 문화연맹'이 결성되었다.
1931년 결성되어 1934년 해체되기까지 하야마 요시키(葉山嘉樹, 1894-1945), 구로시마 덴지(黑島傳治, 1898-1943), 아오노 스에키치(靑野季吉, 1890-1961), 고바야시 다키지(小林多喜二, 1903-1933), 도쿠나가 스나오(德永直, 1899-1958) 등이 중심이 되어 창작활동을 계속했다. 1937년 중일전쟁의 발발과 시마키 겐사쿠(島木健作)에 의한 새로운 전향소설을 계기로 암흑시대로 들어가는데 이 전통의 계승자는 제2차 세계대전 후의 민주주의 문학이었다.

## 같이 보기
- 베르톨트 브레히트
- 도리스 레싱
- 사회 평론
- 루카치 죄르지